# ダビド・コルコレス
ダビド・コルコレス・アルカラス（David Córcoles Alcaraz, 1985年5月8日 - ）は、スペイン・バレンシア州アリカンテ出身の元サッカー選手。現役時代のポジションはDF。

## 経歴
18歳の時である2003年にバレンシアCFに入団し、2006年12月5日にUEFAチャンピオンズリーグのASローマ戦において途中出場しトップチームデビューを果たした。しかしその後のトップチーム定着はならず、2006-07シーズン終了後、契約切れに伴いFCバルセロナに移籍した。移籍後はバルセロナのBチームであるFCバルセロナBに所属した。2009年7月、レクレアティーボ・ウェルバへ移籍。2015-16シーズンを終えレクレアティーボがセグンダ・ディビシオンBに降格したことに伴い、アルバセテ・バロンピエに移籍した。